# Eureka (TV-serie)
Eureka är en amerikansk sci-fi/komedi-serie som skapades av Andrew Cosby och Jaime Paglia. Serien hade premiär på Sci-Fi Channel den 18 juli 2006 och i Sverige den 28 september 2007.

## Handling
Eureka handlar om en hemlig stad som är bebodd av de smartaste människorna i Amerika. Efter att Andra världskriget slutade, insåg Einstein att framtiden tillhörde vetenskapen.
Med Albert Einsteins hjälp beslöt dåvarande presidenten Harry S. Truman att en topphemlig stad skulle byggas i Oregon i nordvästra USA. Staden finns inte med på någon karta och är okänd för allmänheten, endast de med specialtillstånd får veta var den ligger. Staden skyddar landets smartaste människor och hemligheter. I denna tillflyktsort skulle landets smartaste kunna jobba i lugn och ro, utan att bli distraherade. De bästa arkitekterna anställdes för att göra staden till ett paradis, med det bästa av allt för sina medborgare.
Staden kallades för Eureka och dess invånare bär ansvaret för nästan alla vetenskapliga framsteg över de senaste femtio åren. Men med experiment kommer oundvikligen även misslyckanden, med över femtio år av försök har ett antal experiment misslyckats (ett misslyckande sägs vara anledningen till Global uppvärmning).
Eurekas invånare stöter på många problem som vanliga småstäders invånare gör, men eftersom Eureka är bebodd av vetenskapliga genier med obegränsade tillgångar så händer det att deras problem ibland är av mycket större vikt än de av vanliga småstäder. Medan den federale polisen (US Marshals) Jack Carter (Colin Ferguson) transporterar en rymling (som senare visar sig var hans upproriske dotter Zoe Carter, spelad av Jordan Hinson) tillbaka till Los Angeles kör han vilse och hamnar i Eureka där han blir inblandad i stadens senaste misslyckande och han blir utvald till stadens nya sheriff efter att den gamla skadats allvarligt.
Den 8 augusti 2011 meddelades att SyFy inte kommer att köpa en sjätte säsong.

## Skådespelare
| Colin Ferguson   | – Sheriff Jack Carter            |
| Salli Richardson | – Allison Blake                  |
| Jordan Hinson    | – Zoe Carter                     |
| Joe Morton       | – Henry Deacon                   |
| Erica Cerra      | – Vicesheriff Josefina "Jo" Lupo |
| Debrah Farentino | – Beverly Barlowe                |
| Matt Frewer      | – Jim Taggart                    |
| Ed Quinn         | – Nathan Stark                   |
| Neil Grayston    | – Douglas Fargo                  |
| Niall Matter     | – Zane Donovan                   |

## Avsnittsguider
- Säsong 1 (12 avsnitt)
- Säsong 2 (13 avsnitt)
- Säsong 3 (18 avsnitt)
- Säsong 4 (20 avsnitt)
- Säsong 5 (13 avsnitt)

## Trivia
- Enligt SciFi Wire skulle Eureka vara en animerad serie från början.